# Кузнецов, Борис Кириллович
Борис Кириллович Кузнецов (26 декабря 1925, Казань, Автономная Татарская ССР, РСФСР, Союз ССР — 11 ноября 2020, Казань, Республика Татарстан, Российская Федерация) — советский и российский военный и общественный деятель, полковник запаса (2005). Участник Великой Отечественной войны, Герой Советского Союза (1944).
Родился в 1925 году в Казани. После школы работал токарем, с 1942 года участвовал в Великой Отечественной войне в звании сержанта. С 1943 года командовал отделением связи артиллерийской батареи. Участвовал в битве за Ленинград, в Демянской и Старорусской операциях, в Курской битве и битве за Днепр. 2 октября 1943 года форсировал Днепр, установил связь с командованием и порядка 45 раз восстанавливал прерванную телефонную линию, в одном из случаев дважды переплыв реку. 20 октября после гибели командира взял командование на себя, отбив наступление немцев. 22 февраля 1944 года удостоен звания «Герой Советского Союза» с вручением медали «Золотая Звезда» и ордена Ленина, став самым молодым обладателем этого звания в действующей армии.
После излечения вернулся в строй, в 1944 году получил звание младшего лейтенанта. Участвовал в Кировоградской, Корсунь-Шевченковской, Уманско-Ботошанской, Сандомирско-Силезской, Пражской наступательных операциях и Берлинской операциях. Участник Парада Победы 24 июня 1945 года на Красной площади в Москве. В 1946 году уволен в запас в звании старшего лейтенанта, как сотрудник органов госбезопасности участвовал в подавлении подполья украинских националистов. В 1953 году вернулся в Казань, работал на строительстве республики. В 1966 году вышел на пенсию. Вёл активную общественную деятельность на ниве ветеранского движения, являлся последним живущим обладателем звания Героя Советского Союза в Татарстане. Скончался в 2020 году в Казани в возрасте 95 лет.

## Биография

### Молодые годы
Борис Кириллович Кузнецов родился 26 декабря 1925 года в Казани — столице Автономной Татарской ССР. По национальности — русский. Был единственным ребёнком в семье ремесленника. Отец, как и дед, работал сапожником. Рано потерял отца, воспитывался матерью и бабушкой. Жил с семьёй на улице Карла Маркса, где, собственно, и родился. Состоял в комсомоле, занимался спортом — лёгкой атлетикой, штангой и боксом, а также учился в кавалерийской школе при Осоавиахиме.
В 1941 году окончил шесть классов школы № 4 в Казани. Поступил в 1-е Казанское ремесленное училище при заводе им. В. И. Ленина, где проходил производственную практику. По окончании училища в 1942 году стал работать токарем. В 15 лет наравне со взрослыми по 15—16 часов стоял у станка за обточкой деталей для вооружения, в частности — морских дальномеров, миномётных и танковых прицелов, стволов корабельных орудий. Некоторое время трудился на производстве «Вагонстрой», а затем был переведён на Казанский меховой комбинат — оба этих предприятия поставляли продукцию для фронта.

### Великая Отечественная война

#### Начало
О начале Великой Отечественной войны в 1941 году 15-летний Борис узнал на площади Свободы, когда возвращался с друзьями с рыбалки. Неоднократно подавал заявления об отправке на фронт добровольцем, но получал отказы. В ноябре 1942 года с третьего раза по повестке был призван военкоматом Молотовского района на военную службу в Красную Армию. На тот момент ему было 16 лет, однако в военкомате не обратили внимания на нехватку месяца до призывного возраста. Возможно, свою роль в этом сыграло то, что Кузнецов был крепким, здоровым парнем и в нём было больше 90 килограмм веса.
Вскоре из Казани по железной дороге в товарных вагонах вместе с другими новобранцами был переправлен под Горький, а затем в Гороховецкий учебно-артиллерийский лагерь у деревни Мулино, где прошёл учебный курс во взводе управления при 25-м запасном артиллерийском полку, в котором готовили разведчиков, наводчиков и связистов. По окончании учёбы, занявшей всего две недели, получил звание сержанта. В январе 1943 года назначен командиром отделения связи 8-й батареи 791-го артиллерийского полка 254-й стрелковой дивизии 73-го стрелкового корпуса 52-й армии. «Боевое крещение» получил на Волховском фронте в боях за Ленинград, а также участвовал в Демянской и Старорусской операциях. Затем дивизия была отозвана под Москву, где была переформирована, получила пополнение и вскоре снова отправлена на фронт.

#### Битва на Днепре
В мае 1943 года направлен на Украину. В составе войск Воронежского и Степного фронтов принял участие в Курской битве и битве за Днепр, в частности в Сумско-Прилукской операции. К октябрю 1943 года бои на правобережье Днепра принимали всё более затяжной характер. Не считаясь с потерями, немцы перебрасывали на фронт новые подкрепления с целью любой ценой подавить действия наступающих частей 73-го стрелкового корпуса. Особенно ожесточённые бои с переменным успехом шли на участках полков 254-й стрелковой дивизии, которые отбивали по несколько контратак в день. По приказу командира отделения связи Кузнецову было поручено наладить связь между советскими войсками на двух берегах Днепра, причём ему пришлось выполнить эту задачу в одиночку, так как в расположении части не имелось средств для переправы нескольких связистов.
В ночь на 2 октября при форсировании Днепра в составе первых групп пехоты на самодельном плотике из трёх связанных брёвен, на который погрузил катушки с кабелем и телефонные аппараты, переправился с отделением через реку в районе деревни Крещатик Черкасского района Черкасской области. Протянув за собой кабель телефонной линии и расположившись в ближайшем укрытии — в воронке на обрыве берега у устья реки Рось, установил бесперебойную связь передового отряда на правом берегу с артиллерийской батареей, которая с его помощью оказывала огневую поддержку подразделениям на берегу. К утру немцы обнаружили десант и плотным огнём сковали его действия. С целью не допустить высадки новых групп советских войск одновременно артиллерийскому и миномётному обстрелу подвергся заплав Днепра, по которой реку форсировали другие подразделения полка. В течение дня первые высадившиеся на западном берегу солдаты отражали неоднократные контратаки противника в попытке удержаться на берегу до наступления темноты, так как помощь могла подойти лишь ночью. Из 25 бойцов к концу дня в живых осталось лишь три человека, в том числе Кузнецов. В связи с ухудшением обстановки он неоднократно вызывал огонь своей батареи по собственной позиции, что останавливало натиск противника. Действия отделения Кузнецова, не отступившего ни на шаг, позволили ночью переправить все роты первого батальона на занятый врагом берег Днепра.
5 октября к артиллерийскому и миномётному обстрелам добавились налёты и бомбёжки немецкой авиации, в результате чего в тот день на Днепре сложилось особенно тяжёлое положение для советских войск. Осколки снарядов рвали телефонный провод, и связь постоянно прерывалась. Кузнецов неоднократно оставлял окоп, уходил на поиски повреждения, устранял его и восстанавливал линию, а затем сообщал об этом командованию. В результате разрыва одной из мин он получил осколочное ранение в голову, однако отказался отправиться в медсанбат, не покинул поле боя и у телефонного аппарата продолжил держать связь с батареей. После очередного обрыва линии он ползком и перебежками добрался до берега Днепра, но так и не обнаружил повреждения, придя к выводу о том, что оно произошло где-то в самой реке. Сбросив с себя одежду, Кузнецов закрепил катушку в кустах, взял конец провода в зубы и, невзирая на артобстрел, бросился в ледяную воду Днепра. Разматывающийся позади провод тянул ко дну, руки сводила судорога, болела рана, но он из последних сил продолжал плыть через реку, мелькая среди волн своей забинтованной головой. Добравшись до берега, Кузнецов устранил обрыв провода и восстановил линию, после чего немного отдохнул и проделал обратный путь. В течение одного дня боя на плацдарме связь прерывалась 45 раз, он многократно исправлял повреждения линии и оставался в строю, даже несмотря на два полученных ранения.
Бои на днепровском плацдарме продолжались с неослабевающей силой в последующие дни, немцы предприняли попытку восстановить своё положение и отбросить советские войска за реку Рось. 20 октября, северо-западнее Крещатика, батальон эсэсовцев при поддержке танков и самоходных орудий пошёл в контратаку. Рота, в боевых порядках которой находился передовой наблюдательный пункт 8-й батареи, дрогнула под напором превосходящих сил противника. Командир был убит, солдаты стали отступать из траншей, а некоторые начали переправляться обратно через реку. В этот критический момент, когда не было командиров, Кузнецов принял командование на себя. С криком «Вперед, на врага, за мной!» он вскочил на бруствер окопа, рванулся навстречу противнику и поднял бойцов в атаку. Вырвавшись вперёд и вступив в рукопашную схватку, он застрелил пятерых вражеских солдат и офицеров, при этом сам получил ранение в плечо. Несмотря на это, Кузнецов продолжил преследовать отступавших немцев и добежал до оставленного ими противотанкового орудия, которое развернул с помощью двух подоспевших пехотинцев и открыл огонь по противнику, дав пять выстрелов. Один из вражеских снарядов разорвался прямо под лафетом, двое солдат были убиты, а Кузнецова отбросило взрывом на несколько метров от пушки. Тем не менее бой был выигран, атака немцев отбита, а плацдарм закреплён и расширен.
Указом Президиума Верховного Совета СССР «О присвоении звания Героя Советского Союза офицерскому, сержантскому и рядовому составу Красной Армии» от 22 февраля 1944 года за «образцовое выполнение боевых заданий командования при форсировании реки Днепр, развитие боевых успехов на правом берегу реки и проявленные при этом отвагу и геройство» был удостоен звания «Герой Советского Союза» с вручением медали «Золотая Звезда» и ордена Ленина. На момент совершения подвига Кузнецову не было полных 18 лет; на момент награждения он стал самым молодым обладателем этого звания как в действующей армии, так и во всей стране в целом.
|                                                   |                                                   |                         |                                                       |                                                       |
| Наградной лист на звание «Герой Советского Союза» | Наградной лист на звание «Герой Советского Союза» | Указ о звании Кузнецову | Наградной лист на орден Отечественной войны I степени | Наградной лист на орден Отечественной войны I степени |

#### Последующая служба
Несколько дней Кузнецов с обморожением ног пролежал без сознания в полевом госпитале, где и узнал о присвоении звания. После излечения вернулся в строй и принял участие во многих боях на Украине, в частности, участвовал в освобождении Черкасс, затем дивизия была передислоцирована под Яссы в Румынии. 5 апреля 1944 года в районе деревни Стынка во время контратаки противника на поле боя была оставлена 45-мм пушка. Рискуя жизнью, Кузнецов подбежал к орудию и с помощью товарищей прямой наводкой открыл огонь по наступающим немцам, расчистив путь советской пехоте. Через день, 6 апреля, при прорыве обороны противника в районе деревни Бултурул он вскочил на танк и первым ворвался на нём во вражеские окопы. В упор расстреливая отступающих солдат и офицеров противника, он личным примером увлёк остальных бойцов вперёд. За эти действия был награждён орденом Отечественной войны I степени.
В 1944 году окончил курсы младших лейтенантов. В составе войск 1-го и 2-го Украинских фронтов принял участие в Кировоградской, Корсунь-Шевченковской, Уманско-Ботошанской, Сандомирско-Силезской, Пражской наступательных операциях и Берлинской наступательных операциях. В 1944 году по заданию Ставки участвовал в успешной эвакуации руководства Народно‑освободительной армии Югославии во главе с маршалом Иосипом Броз Тито на территории освобождённой Молдовы. Как командир разведывательного взвода занимался диверсионной деятельностью в тылу противника, где побывал в общей сложности девять раз, добывал ценные сведения, вынес с поля сражения из-под огня противника боевое знамя части. С боями прошёл Молдову, Румынию, Польшу, Чехословакию; участвовал в освобождении Освенцима. Войну закончил на немецкой территории, 9 мая 1945 года встретил в Берлине. Уже в качестве сотрудника органов госбезопасности побывал в рейхсканцелярии, работал с захваченными документами, которые впоследствии использовались на Нюрнбергском процессе.
Участвовал в Параде Победы 24 июня 1945 года на Красной площади в Москве — видел, как вражеские знамёна кидали к подножию мавзолея Ленина. В 1945 году вступил в ВКП(б) (в дальнейшем — КПСС). После войны был направлен во Львов, где продолжил службу в 791-м артиллерийском полку Львовского военного округа. В 1946 году демобилизовался в звании старшего лейтенанта и вышел в запас. Оставшись на Западной Украине, работал начальником политотдела Новошичской машинно-тракторной станции под Дрогобычем, занявшись восстановлением советской власти и разрушенного хозяйства. Официально же работал на министерство государственной безопасности СССР, занимался ликвидацией групп украинских националистов, несколько раз подвергался вооружённым нападениям.

### Гражданская жизнь
В 1953 году вернулся на родину — в Казань. Во время возвращения домой на поезде узнал о смерти Иосифа Сталина — эту новость воспринял с потрясением, «как тяжёлую утрату»; впоследствии продолжал считать его великим государственным деятелем, сыгравшим большую историческую роль в победе в войне. В 1953—1960 годах занимал должность заместителя директора Казанского кирпично-черепичного завода, а в 1960—1965 годах был директором монтажного комбината, заместителем управляющего и управляющим предприятием «Главметаллсбыт». Был занят на восстановлении народного хозяйства ТАССР, участвовал в строительстве нефтяных предприятий, хлебокомбинатов в Альметьевске, Бугульме, Чистополе, ряда социальных объектов, в том числе Казанского цирка.
В 1966 году в связи с ухудшением состояния здоровья вследствие полученных боевых ранений был вынужден оставить работу и стал персональным пенсионером союзного значения. Окончив Высшую партийную школу при ЦК КПСС, в 1968 году начал работать в лекторской группе при Казанском горкоме КПСС, где трудился следующие 15 лет до 1983 года. Занимался общественной деятельностью, участвовал в ветеранском движении, военно-патриотическом воспитании молодёжи, выступал с лекциями по героико-патриотической тематике. Был членом президиумов республиканского комитета ДОСААФ, Казанского городского комитета ветеранов войны и военной службы Республики Татарстан, республиканского совета ветеранов (пенсионеров) РТ, общественной организации «Герои Татарстана». Активно участвовал в работе татарстанского отделения Российской академии военно-исторических наук, являлся его действительным членом. Занимал активную жизненную позицию. В 2020 году стал доверенным лицом президента Республики Татарстан Рустама Минниханова.
В 1990—2000 годах в составе ветеранских «коробок» неоднократно участвовал в парадах Победы в Москве. В 2005 году получил звание полковника. В 2015 году присутствовал на параде в Москве, посвящённом 70-й годовщине Победы в Великой Отечественной войне. В том же году отпраздновал 90-летний юбилей. После смерти Сабира Ахтямова являлся последним обладателем звания Героя Советского Союза в Татарстане. В 2020 году принял участие в параде на площади Свободы в Казани, несмотря на коронавирусные ограничения. До последних дней занимался общественной работой.

### Личная жизнь
Первая жена — татарка по имени Фея. Познакомились во время учёбы в пятом классе и сидели за одной школьной партой, а поженились, когда ей исполнилось 18 лет. В семье родилось две дочери — Светлана (род. в 1953) и Наталья (род. в 1959). Овдовел после 60 лет в браке.
«Я счастлив, что прожил такую жизнь, у меня были и счастье, и любовь».
Вторая жена — Альфия Султановна, татарка. Поженились в 2014 году, спустя 13 лет после знакомства, произошедшего во время танцев на теплоходе. Каждый день занимался зарядкой, будучи и в старости крепким мужчиной. Увлекался рыбалкой, участвовал в мероприятиях по спасению рыбы в зимнее время, призывая беречь природу.
Жил близ Казани, в посёлке Раифа . В 2015 году получил новую квартиру. В 2017 году переехал в Лаишево, где купил дом с огородом. Во время пандемии коронавируса вместе с женой придерживался режима самоизоляции, в связи с чем начал осваивать компьютер и сервис «Zoom». В частности, записал видеообращение к пожилым татарстанцам с призывом к ним не выходить из дома и соблюдать карантин.

### Смерть и похороны
Борис Кириллович Кузнецов скончался ночью 11 ноября 2020 года в Казани в 7-й городской больнице. О смерти было сообщено на следующий день в пресс-службе президента Республики Татарстан. Кузнецову было 94 года, он не дожил полтора месяца до своего 95-летия. По словам родственников, Кузнецов умер от сердечного приступа, произошедшего во время медикаментозного лечения тромба в ноге. У него остались жена, дочь, внуки, правнуки и недавно родившаяся праправнучка.
Соболезнования выразили президент Республики Татарстан Рустам Минниханов, председатель Государственного Совета Республики Татарстан Фарид Мухаметшин, президент Российской Федерации Владимир Путин, полномочный представитель президента Российской Федерации в Приволжском федеральном округе Игорь Комаров, руководство министерства обороны Российской Федерации, а для организации похорон была образована республиканская комиссия.
| Лафет на площади Свободы |                           |                          |                    |                         |
| Лафет на площади Свободы | Прощание в театре Джалиля | Почётный караул с гробом | На Арском кладбище | Могила Бориса Кузнецова |

Гражданская панихида с участием нескольких сотен человек, в том числе Минниханова, официальных лиц республики, военнослужащих, ветеранов, друзей и родных Кузнецова прошла 13 ноября в Татарском театре оперы и балета имени Мусы Джалиля, на сцене которого был установлен гроб в окружении почётного караула. После прощания гроб с телом Кузнецова на пушечном лафете был провезён бронетранспортёром до Арского кладбища, для чего перекрывались окрестные улицы. Отпевание было совершено викарием Казанской епархии, а затем Кузнецов был похоронен с воинскими почестями под трёхкратный ружейный залп. Он стал первым человеком, похороненным в мемориальном сквере, обустроенном в 2019 году у Арского кладбища для погребения «выдающихся деятелей, внесших значительный вклад в развитие республики».

## Награды
- Звание «Герой Советского Союза» с вручением медали «Золотая Звезда» и ордена Ленина (22 февраля 1944 года, указом Президиума Верховного Совета СССР) — «за образцовое выполнение боевых заданий командования при форсировании реки Днепр, развитие боевых успехов на правом берегу реки и проявленные при этом отвагу и геройство»[3][93][94].
- Орден Отечественной войны I степени (8 мая 1944 года, 6 апреля 1985 года)[3][36][95].
- Орден Красной Звезды[44], медаль «За отвагу»[96], «За победу над Германией в Великой Отечественной войне 1941—1945 гг.»[97], «За взятие Берлина»[96], другие медали[98].
- Орден «За заслуги перед Республикой Татарстан» (2010 год)[99], орден «Дуслык» (2015 год)[100].
- Медаль «За доблестный труд»[68], «100 лет образования Татарской Автономной Советской Социалистической Республики» (2019 год)[101], благодарность президента Республики Татарстан (2017 год)[102].
- Почётное звание «Заслуженный работник культуры ТАССР[тат.]» (1971 год)[1].
- Звания «Почётный гражданин Казани» (2005 год)[103], «Почётный гражданин Лаишевского района»[47].
- Занесение в Книгу почёта Казани (2007 год)[104].

## Память
- На Пантеоне парка Победы в Казани установлена мемориальная доска с именем Кузнецова[49][105].
- С 2005 года татарстанским отделением ДОСААФ проводятся соревнования по стрельбе из малокалиберной винтовки на приз Кузнецова[106][107].
- С 2014 года имя Кузнецова носит казанская кадетская школа-интернат[37], открытая в 2003 году[108].
- В 2015 году перед зданием управления ОАО «Таттелеком» в Казани был открыт памятник «Воину-связисту», прообразом для которого стал Кузнецов[109][110].
- В 2018 году именем Кузнецова была названа средняя общеобразовательная школа № 2 в Лаишево[111][112], в которой затем по решению президента Минниханова был проведён капитальный ремонт[113][114].
- В 2020 году в казанском парке имени Петрова была открыта «Аллея Славы работников Казанского порохового завода — ветеранов Великой Отечественной войны 1941—1945 гг.», на которой установлена мемориальная доска с барельефом Кузнецова в числе восьми Героев Советского Союза, работников предприятия[115][116].
- В 2021 году на здании казанской кадетской школы-интерната имени Кузнецова появилось граффити (мурал) с его изображением с телефоном во время битвы на Днепре[117]. В том же году в лаишевском парке Победы был открыт бюст Кузнецова[118].
- В 2022 году на территории казанской кадетской школы появился бюст Кузнецова[119].

- Доска Кузнецову в парке Победы
- Аллея славы порохового завода
- Кадетская школа имени Кузнецова
- Мурал, посвящённый Кузнецову на здании кадетской школы в Казани
- Лаишевская школа имени Кузнецова